# Шумаєво
Шума́єво (рос. Шумаево) — село у складі Ташлинського району Оренбурзької області, Росія.

## Населення
Населення — 223 особи (2010; 229 у 2002).
Національний склад (станом на 2002 рік):
- росіяни — 82 %